# Navua (rzeka)
Navua – rzeka na największej wyspie Fidżi – Viti Levu. Jej źródło znajduje się na południowo-wschodnim zboczu Mount Gordon i płynie 65 km na południowym wybrzeżu.